# Thecliolia kanonis
Thecliolia kanonis är en fjärilsart som beskrevs av Matsumura 1929. Thecliolia kanonis ingår i släktet Thecliolia och familjen juvelvingar. Inga underarter finns listade i Catalogue of Life.